# Joséphine Berry
Joséphine Berry (ur. 29 stycznia 1992 w Paryżu) – francuska aktorka.
Jej matka Jessica Forde również jest aktorką, a ojciec Richard Berry - aktorem, reżyserem i scenarzystą. Ma przyrodnią  siostrę Coline Berry (lat 28).

## Filmografia
- 2001 : L'Art (délicat) de la séduction jako Léa (dziecko)
- 2002 : Ja, Cezar mały jako Sarah Delgado
- 2005 : Czarna skrzynka
- 2010 : 22 Bullets jako Eva